# Музей землеведения БГУ
Музей землеведения БГУ — структурное подразделение факультета географии и геоинформатики, учебный музей по землеведению и геологии для студентов БГУ и иных посетителей. Экспонаты музея охватывают науки географических циклов и геологии. Экспозиция музея раскрывает историю развития Земли и жизни на ней, присутствует коллекция минералов с различными морфологическими и физическими свойствами, их различными химическими классификациями. Имеется петрографический отдел.
В музее проводятся занятия студентов географического, химического, физического и биологического факультетов БГУ. Также проводятся занятия для учащихся средних школ и студентов других вузов страны. Услугами музея пользуется региональная таможня и прокуратура.

## История
В 1934 году ранее действующий кабинет минералогии и петрографии при БГУ был преобразован в музей минералогии и петрографии. Основными экспонатами музея стали коллекции минералов и горных пород, подаренные академиком Н. Ф. Блиодухо, а также экспонаты, собранные студентами и преподавателями с Урала, Кавказа и территории Беларуси. Экспозиция значительно увеличилась к 1940 году, однако во время Второй мировой войны была практически полностью уничтожена.
После войны сохранилась лишь незначительная часть экспонатов музея, потому по инициативе профессора А. В. Фурсенко из запасных фондов академии наук БССР и МГУ им. М. В. Ломоносова в музей поступило значительное количество образцов горных пород и минералов. Во время дальних полевых практик коллекция постоянно пополнялась, но наиболее крупные пополнения произошли в 1955—1962 гг., когда под руководством заведующего музеем В. П. Спиридонова были собраны образцы из Урала, Западной и Восточной Сибири, Казахстана, Средней Азии, Украины.
В 1969 г. на геолого-географическом факультете закрывается геологическое отделение, студенты переводятся на учёбу в Гомель и Киев, вместе с ними было передано и значительное число образцов в ГГУ, музей переезжает в малоприспособленный подвал, где проводятся занятия для студентов-географов.
С открытием в 1973 г. кафедры общего землеведения под руководством профессора О. Ф. Якушко Учёным Советом факультета принимается решение о преобразовании геологического музея в музей землеведения, возникает необходимость в реконструкции и качественном пополнении новыми экспонатами музея. В 1992 г. состоялось открытие обновлённого музея.

## Экспозиция
В коллекционном фонде музея насчитывается более 20 тыс. экспонатов, число которых непрерывно пополняется. Часть из них хранится в запасном фонде и не выставляется. Пополнение коллекции идёт за счёт приобретений музеем, даров преподавателей, студентов, отдельных граждан, учреждений и ведомств.
В 2007 г. состоялось открытие палеонтологического отдела, представленного фоссилиями древней флоры и фауны характерных видов и родов всех периодов развития жизни на Земле, его коллекция насчитывает около 7 тыс. образцов.
Экспозиция состоит из разделов:
- Морфология и физические свойства минералов;
- Химическая классификация минералов;
- Петрографический отдел;
- История развития Земли и жизни на ней;
- Земля и космос, космическая система изучения Земли;
- Стратиграфия и минеральные ресурсы Беларуси;
- Новые отделы: палеонтологический отдел, роль природных материалов в жизни человека, руды на металлы, минералы группы кварца, палеоботаника и палеозоология, символы мезозойских морей, кораллы и раковины мира, прочие коллекции[2].

Дополнительным элементом музея является покрытие пола на втором этаже здания в виде «геологической аллеи», представленной 27 петрографическими разновидностями горных пород.
Музей расположен на втором этаже здания факультета географии и геоинформатики.
Выставка-ярмарка «Каменная сказка»
Дважды в год музей проводит минералогическую выставку «Каменная сказка», где представлены тематические выставки, коллекции различных минералов и горных пород, авторские работы ремесленников из различных регионов, работает лаборатория для самостоятельного определения подлинности ювелирных украшений.